# La Monnaie miraculeuse
Pour plus de détails, voir Fiche technique et Distribution.
La Monnaie miraculeuse (Das Wunder von Wörgl) est un film autrichien de 2018 réalisé par Urs Egger.

## Synopsis
Le film retrace une histoire vraie, située au Tyrol en 1932 dans le village de Wörgl. Alors que le national-socialisme est endémique et que la Grande Dépression (Crise de 1929) fait rage, la petite commune de Wörgl doit faire face à de grandes difficultés financières. Le maire Michael Unterguggenberger, résolument opposé à l'idéologie nazie, réussit à convaincre le conseil municipal, puis les habitants du village, de tenter l'expérience d'une monnaie solidaire ou Monnaie fondante. Cette initiative conduira à la prospérité à l'échelle locale et à la réduction du chômage à zéro.
Le « miracle de Wörgl » attise la curiosité et le succès se répand rapidement dans la région via la presse régionale et certaines communes leur emboîtent le pas. L'initiative est tellement innovante que le maire de la commune allemande de Bad Tölz en Haute-Bavière s'enquiert de la faisabilité du projet en Allemagne et que le Premier ministre français Daladier manifeste son intérêt. 
Pourtant, le gouvernement de Vienne et la Banque nationale autrichienne considèrent cette monnaie comme une menace pour le contrôle et la stabilité de la monnaie autrichienne, ainsi que pour leurs prérogatives,. Le maire est traduit en justice et le "Schwundgeld" est alors interdit d'utilisation.

## Fiche technique
- Titre : Das Wunder von Wörgl
- Réalisation : Urs Egger
- Scénario : Thomas Reider
- Musique : Christoph Dienz
- Photographie : Lukas Strebel
- Montage : Oliver Neumann
- Production : Oliver Neumann, Arno Ortmair, Dieter Pochlatko et Jakob Pochlatko
- Société de production : Epo-Film Produktionsgesellschaft, Film-Line Productions, FreibeuterFilm, Arte, Schweizerische Radio- und Fernsehgesellschaft et Rai Südtirol
- Pays :  Autriche,  Allemagne,  Italie et  Suisse
- Genre : Drame et historique
- Durée : 89 minutes
- Dates de sortie : 
  -  Autriche : 8 décembre 2018

## Documentation
À la suite des premières diffusions du film, le documentaire Der Geldmacher - L'expérience de Michael Unterguggenberger de Thomas Reider a été montré au public.   